# آنکاتافا
آنکاتافا (به لاتین: Ankatafa) یک منطقهٔ مسکونی در ماداگاسکار است که در بخش امبانجا واقع شده‌است. آنکاتافا ۸٬۶۵۲ نفر جمعیت دارد و ۱۰ متر بالاتر از سطح دریا واقع شده‌است.